# Pissinatti-Saki

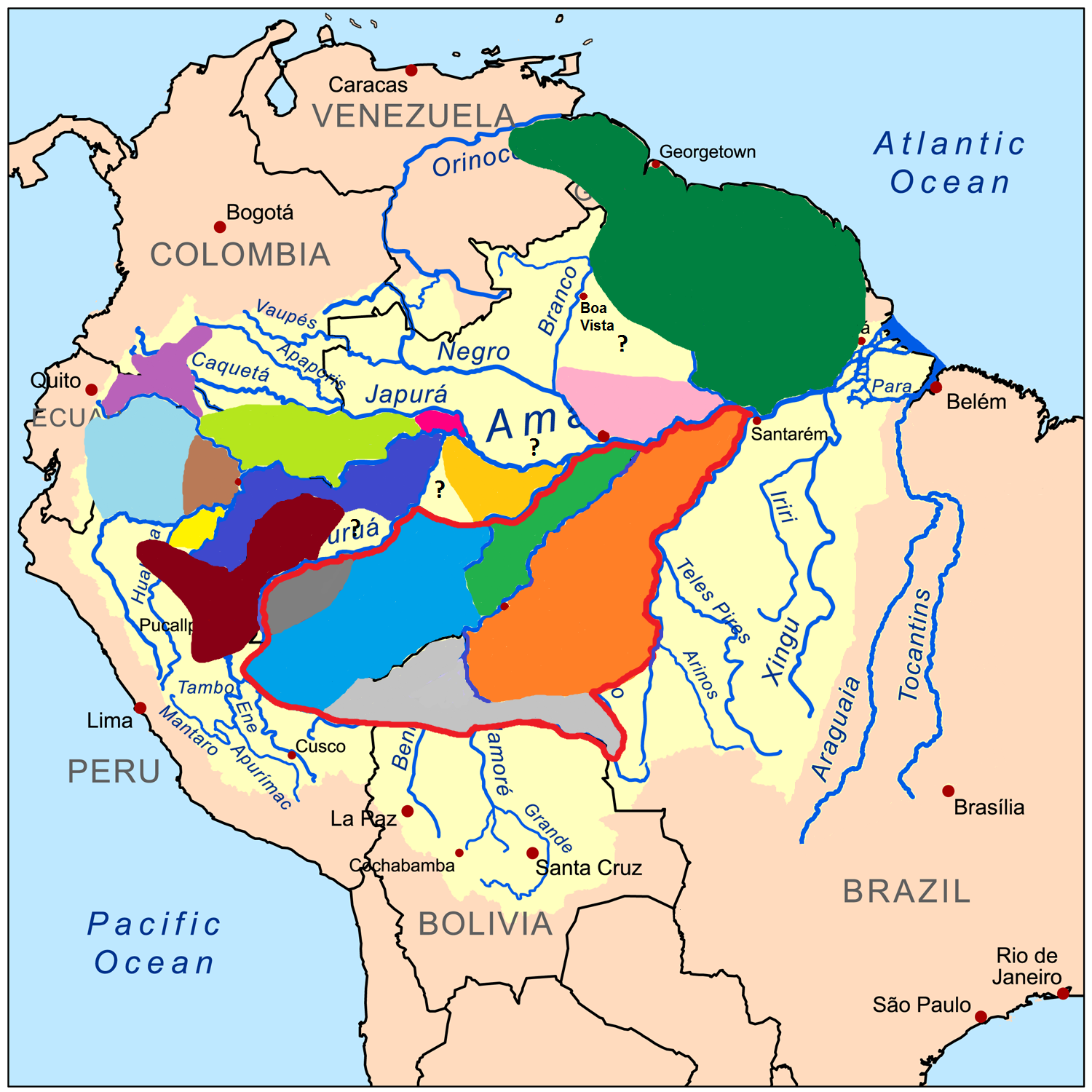
Verbreitungsgebiete der Sakiaffen in Amazonien (Rot umrandet – die irrorata-Gruppe (Nacktgesichtsakis)):
Pithecia pissinattii

Der Pissinatti-Saki (Pithecia pissinattii) ist eine Primatenart aus der Gattung der Sakis, die zur Gruppe der Neuweltaffen zählt. Die Art kommt in Brasilien im mittleren Amazonasbecken zwischen den Unterläufen von Rio Purus und Rio Madeira vor. Bisher ist nicht bekannt, wie weit das Verbreitungsgebiet sich in Richtung Südwesten ausdehnt, bis es an das Verbreitungsgebiet des Kahlgesichtigen Saki (Pithecia irrorata) stößt.

## Merkmale
Der Pissinatti-Saki ähnelt am meisten dem Mittermeier-Nacktgesichtsaki (P. mittermeieri), dessen Verbreitungsgebiet sich südöstlich auf der orografisch rechten Seite des Rio Madeira anschließt. Die Kopf-Rumpf-Länge der untersuchten Männchen des Pissinatti-Sakis liegt zwischen 45 und 55 cm, das der Weibchen zwischen 43 und 49 cm. Die Schwänze der Männchen sind zwischen 42 und 52 cm lang, die der Weibchen zwischen 43 und 49 cm. Wie alle Sakis haben sie ein zotteliges, raues Fell, das grau mit weißen Einsprengseln ist. Männchen bekommen mit zunehmendem Alter einen leicht bräunlichen Einschlag und das Fell auf der Brust wird orangefarben. Sie haben einen weißlichen „Pony“, der aber nicht so deutlich ausgeprägt ist wie bei anderen Sakis. Hände und Füße der Affen sind mit kurzen weißen Haaren bedeckt. Die Vorderseiten der Oberschenkel können dunkler, bräunlich oder schwarz sein. Das Gesicht der ausgewachsenen Männchen ist fast haarlos und von tief rötlicher bis wachsartig rötlich-schwarzer Farbe. Junge Pissinatti-Saki-Männchen lassen sich gut von denen des Mittermeier-Nacktgesichtsakis unterscheiden, denn es fehlen ihnen die auffallenden rosigen Flecken auf der Haut um die Augen. Stirn und Wangen ausgewachsener Weibchen sind mit kurzen weißen Haaren bedeckt, die nicht mit Haaren bedeckte Gesichtshaut ist schwarz. Bei jungen Weibchen ist die Haut über und unter den Augen hell rosig, die restliche nicht mit Haaren bedeckte Haut ist schwarz.

## Systematik
Der Pissinatti-Saki wurde erst 2014 in einer Revision der Sakis durch Laura K. Marsh beschrieben und nach Alcides Pissinatti, einem brasilianischen Tierarzt benannt. Pissinatti hat sich darum verdient gemacht südamerikanische Affen, vor allem die vom Aussterben bedrohten Spinnenaffen (Brachyteles), in Gefangenschaft zu vermehren. Die verschiedenen, bekannten Populationen des Pissinatti-Sakis wurden vorher dem Kahlgesichtigen Saki oder dem Haarigen Saki (Pithecia hirsuta) zugerechnet.